# Personal laboral
El personal laboral es el colectivo de trabajadores de la Administración Pública de España que no pertenece ni a la plantilla de personal funcionario ni a la de personal estatutario.

## Características
El acceso a la plaza de personal laboral también se realiza por oposición o concurso-oposición al igual que el funcionario, y mediante el concurso de méritos para situaciones de carácter especial, como queda recogido en el artículo 61 del Estatuto Básico de los Empleados Públicos. 
El trabajador que tiene la condición de personal laboral, como empleado público, está sometido a las normas de la función pública (del mismo modo que los funcionarios). No obstante, también se ve sometido a las leyes laborales.
Aunque el régimen general de empleo público en España debería ser el funcionariado por imperativo constitucional, la realidad es que existe un elevado porcentaje de empleados públicos que tienen la condición de personal laboral.
Teóricamente, desde el punto de vista del ejercicio de potestades públicas, un empleado público en régimen laboral puede intervenir en multitud de actos administrativos pero nunca ostentar presunción de veracidad, ejercer autoridad ni actuar como fedatario público. Este tipo de facultades, entre otras, quedan reservadas al personal funcionario y a los empleados públicos pertenecientes a los organismos públicos portuarios (Autoridades Portuarias), según el R.D legislativo 2/2011 del 5 de septiembre.
No obstante, las funciones desempeñadas por el personal laboral, sin implicar el ejercicio de potestades públicas, entran de lleno en lo que se considera función pública por cuanto sirven al interés general, formando estos trabajadores parte integrante de la estructura de la Administración Pública.
Es de destacar que el personal laboral tiene una mayor capacidad y autonomía de negociación colectiva que el personal funcionario. Esto es porque la regulación de sus relaciones con la Administración Pública, que en este caso actúa como empresario, se hace mediante convenios colectivos. Estos convenios tienen fuerza vinculante garantizada por la Constitución Española y constituyen norma de obligado cumplimiento tanto para los empleados públicos laborales como para los órganos administrativos.
Hoy por hoy, en la práctica existe una gran discrepancia entre los distintos organismos públicos españoles a la hora de cubrir sus plazas. A veces, idénticos puestos de trabajo son desempeñados en unas administraciones por funcionarios, en otras por laborales y en muchos otros casos existe mezcla de ambos.

## Tipos de personal laboral
En la Administración Pública española, atendiendo al organismo en que el empleado público presta servicios, el personal laboral puede ser de las siguientes administraciones:
- La Administración General del Estado.
- Las administraciones de las comunidades autónomas y de las Ciudades de Ceuta y Melilla.
- Las administraciones de las entidades locales.
- Los organismos públicos, agencias y demás entidades de derecho público con personalidad jurídica propia vinculadas o dependientes de cualquiera de las Administraciones Públicas.
- Las Universidades Públicas.

Atendiendo a la duración de la prestación del servicio la clasificación puede ser:
- Personal laboral fijo.
- Personal laboral por tiempo indefinido.
- Personal laboral temporal.

## Adquisición de la condición de personal laboral
Las administraciones públicas que incorporen a sus plantillas personal laboral, además de respetar los principios constitucionales de igualdad, mérito y capacidad, deben garantizar los siguientes extremos:
- Publicidad de las convocatorias y de sus bases.
- Transparencia.
- Imparcialidad y profesionalidad de los miembros de los órganos de selección.
- Independencia y discrecionalidad técnica en la actuación de los órganos de selección.
- Adecuación entre el contenido de los procesos selectivos y las funciones o tareas a desarrollar.
- Agilidad, sin perjuicio de la objetividad, en los procesos de selección.

Además, cuando el proceso selectivo es para plazas de personal laboral fijo, este ha de ser de tipo oposición, concurso-oposición o concurso de méritos.
Las personas que superan el proceso selectivo quedan facultadas para ser titulares del correspondiente contrato de trabajo con la Administración Pública.